# 亚历山大·伊沃什
亚历山大·伊沃什（羅馬化：Aleksandar Ivoš，1931年6月28日—2020年12月24日），塞尔维亚男子足球运动员，场上位置是前锋。他曾代表南斯拉夫国家队参加1962年国际足联世界杯，结果队伍获得第四名。